# Stenopodidea
Die Stenopodidea sind eine Teilordnung der Zehnfußkrebse (Decapoda). Sie beinhaltet unter anderem die Scherengarnelen.

## Merkmale
Der Körperbau der Stenopodidea ist Garnelen-artig. Allerdings sind die ersten drei Paare der Schreitbeine mit Scheren versehen, wovon das dritte Paar typischerweise die größten Scheren besitzt. Der Carapax ist mit dem Thorax verbunden. Die Augen sind gestielt. Die Antennule haben jeweils zwei Geißel, das zweite Paar Antennen hat jeweils eine Basis (antennal peduncle) aus fünf Segmenten und einen Scaphoceriten. Das dritte Paar der Maxillipeden ist im Vergleich zu anderen Zehnfußkrebsen sehr lang. Die Schwimmbeine besitzen keine Appendices internae. Das Pleuron des ersten abdominalen Segments überlappt den des zweiten.
Arten der Stenopodidea leben meist auf Korallenriffen der tropischen und subtropischen Meere oder auch auf schlammigen Grund der Tiefsee, wie etwa Arten der Odontozona.

## Systematik
Die Stenopodidea scheinen mit den Caridea verwandt und bilden mit jenen eine Klade, die als Schwestergruppe den restlichen Taxa der Pleocyemata gegenübersteht.
Die Stenopodidea umfassen insgesamt 71 rezent bekannte Arten innerhalb folgender drei Familien:
- Macromaxillocarididae Alvarez, Iliffe & Villalobos, 2006
- Spongicolidae Schram, 1986
- Scherengarnelen (Stenopodidae Claus, 1872)

Die Familien lassen sich über Körperform, die Größe und Form der dritten Maxillipeden sowie Spitzen am Telson unterscheiden.